# Vedran Celiščak
Vedran Celiščak (Koprivnica, 16 luglio 1982) è un ex calciatore croato, di ruolo centrocampista.

## Statistiche

### Cronologia presenze e reti in nazionale
| Cronologia completa delle presenze e delle reti in nazionale ― Croazia under 21 | Cronologia completa delle presenze e delle reti in nazionale ― Croazia under 21 | Cronologia completa delle presenze e delle reti in nazionale ― Croazia under 21 | Cronologia completa delle presenze e delle reti in nazionale ― Croazia under 21 | Cronologia completa delle presenze e delle reti in nazionale ― Croazia under 21 | Cronologia completa delle presenze e delle reti in nazionale ― Croazia under 21 | Cronologia completa delle presenze e delle reti in nazionale ― Croazia under 21 | Cronologia completa delle presenze e delle reti in nazionale ― Croazia under 21 |
| Data                                                                            | Città                                                                           | In casa                                                                         | Risultato                                                                       | Ospiti                                                                          | Competizione                                                                    | Reti                                                                            | Note                                                                            |
| ------------------------------------------------------------------------------- | ------------------------------------------------------------------------------- | ------------------------------------------------------------------------------- | ------------------------------------------------------------------------------- | ------------------------------------------------------------------------------- | ------------------------------------------------------------------------------- | ------------------------------------------------------------------------------- | ------------------------------------------------------------------------------- |
| 20-8-2002                                                                       | Lubiana                                                                         | Slovenia under 21                                                               | 1 – 0                                                                           | Croazia under 21                                                                | Amichevole                                                                      | -                                                                               | 82’                                                                             |
| Totale                                                                          |                                                                                 | Presenze                                                                        | 1                                                                               |                                                                                 | Reti                                                                            | 0                                                                               |                                                                                 |

| Cronologia completa delle presenze e delle reti in nazionale ― Croazia under 19 | Cronologia completa delle presenze e delle reti in nazionale ― Croazia under 19 | Cronologia completa delle presenze e delle reti in nazionale ― Croazia under 19 | Cronologia completa delle presenze e delle reti in nazionale ― Croazia under 19 | Cronologia completa delle presenze e delle reti in nazionale ― Croazia under 19 | Cronologia completa delle presenze e delle reti in nazionale ― Croazia under 19 | Cronologia completa delle presenze e delle reti in nazionale ― Croazia under 19 | Cronologia completa delle presenze e delle reti in nazionale ― Croazia under 19 |
| Data                                                                            | Città                                                                           | In casa                                                                         | Risultato                                                                       | Ospiti                                                                          | Competizione                                                                    | Reti                                                                            | Note                                                                            |
| ------------------------------------------------------------------------------- | ------------------------------------------------------------------------------- | ------------------------------------------------------------------------------- | ------------------------------------------------------------------------------- | ------------------------------------------------------------------------------- | ------------------------------------------------------------------------------- | ------------------------------------------------------------------------------- | ------------------------------------------------------------------------------- |
| 20-11-2000                                                                      | Parenzo                                                                         | Georgia under 19                                                                | 0 – 2                                                                           | Croazia under 19                                                                | Qual. Europeo Under-19 2001                                                     | 1                                                                               | 1’ 85’                                                                          |
| 24-11-2000                                                                      | Parenzo                                                                         | Croazia under 19                                                                | 0 – 3                                                                           | Spagna under 19                                                                 | Qual. Europeo Under-19 2001                                                     | -                                                                               |                                                                                 |
| Totale                                                                          |                                                                                 | Presenze                                                                        | 2                                                                               |                                                                                 | Reti                                                                            | 1                                                                               |                                                                                 |

| Cronologia completa delle presenze e delle reti in nazionale ― Croazia under 17 | Cronologia completa delle presenze e delle reti in nazionale ― Croazia under 17 | Cronologia completa delle presenze e delle reti in nazionale ― Croazia under 17 | Cronologia completa delle presenze e delle reti in nazionale ― Croazia under 17 | Cronologia completa delle presenze e delle reti in nazionale ― Croazia under 17 | Cronologia completa delle presenze e delle reti in nazionale ― Croazia under 17 | Cronologia completa delle presenze e delle reti in nazionale ― Croazia under 17 | Cronologia completa delle presenze e delle reti in nazionale ― Croazia under 17 |
| Data                                                                            | Città                                                                           | In casa                                                                         | Risultato                                                                       | Ospiti                                                                          | Competizione                                                                    | Reti                                                                            | Note                                                                            |
| ------------------------------------------------------------------------------- | ------------------------------------------------------------------------------- | ------------------------------------------------------------------------------- | ------------------------------------------------------------------------------- | ------------------------------------------------------------------------------- | ------------------------------------------------------------------------------- | ------------------------------------------------------------------------------- | ------------------------------------------------------------------------------- |
| 21-3-2000                                                                       | Zaprešić                                                                        | Croazia under 17                                                                | 6 – 0                                                                           | Slovacchia under 17                                                             | Amichevole                                                                      | -                                                                               | 68’                                                                             |
| 22-3-2000                                                                       | Zaprešić                                                                        | Croazia under 17                                                                | 1 – 0                                                                           | Slovacchia under 17                                                             | Amichevole                                                                      | -                                                                               | 51’                                                                             |
| Totale                                                                          |                                                                                 | Presenze                                                                        | 2                                                                               |                                                                                 | Reti                                                                            | 0                                                                               |                                                                                 |

| Cronologia completa delle presenze e delle reti in nazionale ― Croazia under 16 | Cronologia completa delle presenze e delle reti in nazionale ― Croazia under 16 | Cronologia completa delle presenze e delle reti in nazionale ― Croazia under 16 | Cronologia completa delle presenze e delle reti in nazionale ― Croazia under 16 | Cronologia completa delle presenze e delle reti in nazionale ― Croazia under 16 | Cronologia completa delle presenze e delle reti in nazionale ― Croazia under 16 | Cronologia completa delle presenze e delle reti in nazionale ― Croazia under 16 | Cronologia completa delle presenze e delle reti in nazionale ― Croazia under 16 |
| Data                                                                            | Città                                                                           | In casa                                                                         | Risultato                                                                       | Ospiti                                                                          | Competizione                                                                    | Reti                                                                            | Note                                                                            |
| ------------------------------------------------------------------------------- | ------------------------------------------------------------------------------- | ------------------------------------------------------------------------------- | ------------------------------------------------------------------------------- | ------------------------------------------------------------------------------- | ------------------------------------------------------------------------------- | ------------------------------------------------------------------------------- | ------------------------------------------------------------------------------- |
| 17-3-1999                                                                       | Parenzo                                                                         | Croazia under 16                                                                | 1 – 0                                                                           | Danimarca under 16                                                              | Amichevole                                                                      | -                                                                               | 62’                                                                             |
| Totale                                                                          |                                                                                 | Presenze                                                                        | 1                                                                               |                                                                                 | Reti                                                                            | 0                                                                               |                                                                                 |